# Chalcoscirtus alpicola
Chalcoscirtus alpicola là một loài nhện trong họ Salticidae.
Loài này thuộc chi Chalcoscirtus. Chalcoscirtus alpicola được Ludwig Carl Christian Koch miêu tả năm 1876.